# Agarosa

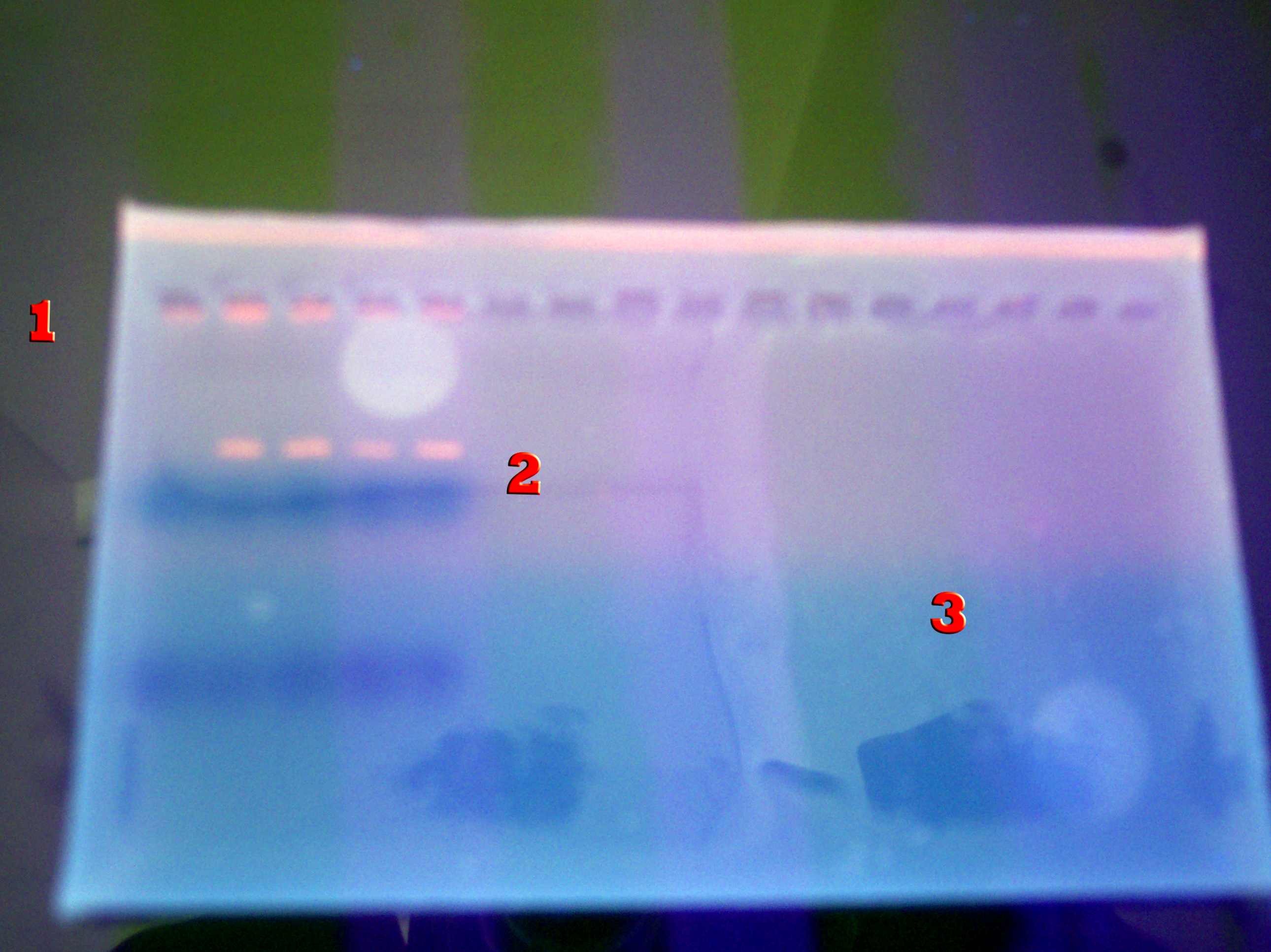
Gel de agarosa sobre lámpara de luz ultravioleta.
1. Pocillos de carga de la solución de ADN.
2. Muestras de ADN teñidas con bromuro de etidio tras una electroforesis (bandas rosa pálido).
3. Gel/polímero solidificado de agarosa.

La agarosa es un polisacárido formado por galactosas alfa y beta que se extrae de las algas de los géneros Gellidium y Gracillaria.
Es soluble en agua a temperaturas superiores a los 65 °C, dependiendo del grado de sustituciones hidroxietílicas de sus cadenas laterales. Sustituciones las cuales, se pueden modificar para provocar que la temperatura de gelificación varíe entre los 17 y los 40 °C.
La agarosa es un producto natural que forma una matriz inerte y no tóxica que supone una herramienta indispensable en gran cantidad de técnicas de biología molecular, bioquímica y biología celular. Su uso más extendido es para construir geles que permitan separar moléculas de ADN mediante electroforesis, además de ser utilizada para fijar moléculas a su estructura como anticuerpos, antígenos y enzimas. Igualmente se utiliza para el cultivo celular y en microbiología. Otros usos menos extendidos son la utilización de estos geles como matrices en la reparación de tejidos dañados.
- Datos: Q390697
- Multimedia: Agarose / Q390697